# Zeche Lappenberg
Die Zeche Lappenberg ist ein ehemaliges Steinkohlenbergwerk in Witten-Rüdinghausen. Das Bergwerk war im 18. Jahrhundert auch unter dem Namen Zeche Lappenbergsbanck bekannt. Trotz der mehr als hundertjährigen Geschichte wird nur wenig über das Bergwerk berichtet.

## Bergbaugeschichte
Das Bergwerk war um das Jahr 1750 bereits in Betrieb. Das Stollenmundloch befand sich in der Brunebecke, später wurde dieser Stollen auch als Oberstollen bezeichnet. Um das Jahr 1793 war das Bergwerk vermutlich in Betrieb, spätestens ab dem Jahr 1796 wurde es außer Betrieb gesetzt. Ab dem Jahr 1826 gehörte das Bergwerk zum St.-Johannes-Erbstollen. Am 22. Februar des Jahres 1853 wurde ein Geviertfeld verliehen. Das Bergwerk gehörte zu dieser Zeit weiterhin zum St.-Johannes-Erbstollen. Im Jahr 1882 änderten sich die Besitzverhältnisse, das Bergwerk gehörte nun zur Zeche Gottessegen. Nach dem Jahr 1945 wurde das Bergwerk wieder in Betrieb genommen, diesmal unter dem Namen Zeche Gute Hoffnung III - VI.